# Gerda Scheyrer
Gerda Scheyrer (* 18. Juli 1923 in Wien; † 22. September 1999 ebenda) war eine österreichische Sängerin (Sopran) und Schauspielerin.

## Leben
Scheyrer absolvierte ein Gesangsstudium an der Wiener Musikakademie, u. a. bei Anny Konetzni. Nach einem ihrer ersten öffentlichen Auftritte am 15. August 1945 im Wiener Konzerthaus gab sie ihr Bühnendebüt am 3. November 1945 am Wiener Stadttheater als Prinzessin Helene in Ein Walzertraum. Ab 1948 war sie am Stadttheater Steyr engagiert, in der Saison 1950/51 wechselte sie ans Salzburger Landestheater und war dann von 1951 bis 1956 an der Wiener Volksoper tätig. Von 1956 bis 1977 war sie Mitglied der Wiener Staatsoper, wo sie ihren ersten Auftritt bereits 1951 hatte. An der Staatsoper trat sie in 44 verschiedenen Partien auf, darunter als Gräfin in Figaros Hochzeit und 51 Mal als Leonore in La forza del destino. Als Erste Dame in Die Zauberflöte, die sie hier 177 Mal gesungen hatte, feierte sie 1977 ihren letzten Auftritt an der Staatsoper.
Bei den Salzburger Festspielen trat sie 1955 als Echo in Ariadne auf Naxos, 1955 und 1956 als Erste Dame in der Zauberflöte auf. 1954 und 1956 gastierte sie am Théâtre Royal de la Monnaie in Brüssel, 1963 bis 1964 an der Deutschen Oper Berlin. An der Oper von Rom hörte man sie 1954 als Marianne Leitmetzerin in Der Rosenkavalier und 1956 als Erste Dame in der Zauberflöte. Weitere Gastauftritte hatte sie beim Glyndebourne Festival Opera oder am Brüsseler Opernhaus. Bei den Bregenzer Festspielen 1960 war sie als Gabriele in Wiener Blut, 1964 als Lisa in Land des Lächelns, 1965 als Annina in Eine Nacht in Venedig und 1966 in der Titelrolle von Die schöne Helena zu sehen.
Scheyrer verfügte über ein sehr umfangreiches Opern- und Operetten-Repertoire und war auch eine bekannte Oratoriensopranistin. Nach dem Ende ihrer Karriere wurde sie als Professorin an das Konservatorium der Stadt Wien berufen.

## Filmografie
- 1953: Du bist die Welt für mich
- 1967: Der Befehl
- 1999: Tatort: Nie wieder Oper

## Auszeichnungen
- 1975: Österreichisches Ehrenkreuz für Wissenschaft und Kunst I. Klasse (12. November)
- 1988: Ehrenmitgliedschaft der Wiener Staatsoper
- 1999: Goldenes Ehrenzeichen für Verdienste um das Land Wien (26. Jänner)
- Verleihung des Titels Kammersängerin (Unbekanntes Datum)